# Xilen

Cei trei xileni izomeri: o-xilen, m-xilen și p-xilen

Denumirea de xilen sau, după nomenclatura IUPAC, dimetilbenzenul, face referire la trei izomeri mai importanți după poziția orto, meta sau para a grupării -CH3. Izomerii xilenului au proprietăți fizice diferite, fiind folosiți drept solvenți, la sinteza materialelor plastice, a coloranților și a substanțelor adezive. Formula chimică este (CH3)2C6H4.
Xilenii, împreună cu etilbenzenul, sunt obținuți prin procese de reformare catalitică și de piroliză.